# Il duca della morte e la domestica oscura
Il duca della morte e la domestica oscura (死神坊ちゃんと黒メイド?, Shinigami botchan to kuro meido) è un manga scritto e disegnato da Koharu Inoue e serializzato da Shōgakukan sulla rivista Sunday Webry dal 3 ottobre 2017 al 17 maggio 2022 con un totale di 16 tankōbon.
Un adattamento anime prodotto da J.C.Staff e sottotitolato The Duke of Death and His Maid è stato trasmesso dal 4 luglio al 19 settembre 2021. Una seconda stagione è stata trasmessa dal 9 luglio al 24 settembre 2023. Una terza stagione è stata trasmessa dal 7 aprile al 23 giugno 2024.

## Trama
Il Duca è un giovane nobile che vive in una villa nel mezzo di una foresta, isolato da tutti, dopo essere stato cacciato dalla sua famiglia per una maledizione che lo affligge da quando era bambino e che provoca la morte di qualunque essere vivente lo tocchi. All'arrivo di una cameriera al servizio del Duca, di nome Alice, la sua vita inizia a cambiare.

## Personaggi
Il Duca della morte (死神坊ちゃん?, Shinigami botchan)
Doppiato da: Natsuki Hanae
È un giovane nobile che trascorre il suo tempo in una villa, che si trova in una grande foresta, con i suoi due servi, la domestica Alice e il maggiordomo Rob, dopo essere stato cacciato dalla sua nobile famiglia per una maledizione lanciata da una strega quando lui aveva cinque anni. A causa di quella maledizione, il giovane può uccidere qualsiasi essere vivente (che siano animali, persone e piante) con un solo tocco. Inoltre diventa molto nervoso quando si tratta di parlare con altre persone perché non ha avuto molte interazioni sociali per la maggior parte della sua vita a causa del fatto che è stato confinato nella sua villa.
Alice Lendrott (アリス・レンドロット?, Arisu Rendorotto)
Doppiata da: Ayumi Mano
È la cameriera e la custode del Duca della morte, che conosce fin da quando erano bambini. Le piace molto scherzare con il giovane, mostrando molte delle volte parti del suo corpo o dicendogli cose imbarazzanti per vedere quale sia la sua reazione. Tuttavia, si prende davvero cura di lui e decide di aiutarlo a spezzare la sua maledizione. A differenza della maggior parte delle persone, non mostra alcun segno di paura per lui nonostante ciò che provoca la sua maledizione.
Rob (ロブ?, Robu)
Doppiato da: Hōchū Ōtsuka
È il servitore e maggiordomo del Duca.
Philip
Doppiato da: Yūki Ono
È un amico d'infanzia del Duca. Quando erano entrambi piccoli giocavano spesso insieme. Quando giocavano, Philip faceva spesso scherzi al Duca, lanciandogli insetti o inseguendolo con un serpente in mano. Tuttavia, dopo che Philip è venuto a conoscenza della maledizione del Duca, ha iniziato ad avere molta paura di lui e non vuole avere niente a che fare con lui perché ha paura di essere ucciso quando gli è vicino e lo ha chiamato anche un mostro.
Viola (ヴィオラ?, Viora)
Doppiata da: Inori Minase
È la figlia più piccola della famiglia e ha una grande cotta del maggiordomo Rob tanto che diventa nervosa quando si trova di fronte a lui al punto da non riuscire a parlare bene. Infatti ama i vecchi e anche i dolci.
Walter (ウォルター?, Uorutā)
Doppiato da: Yuma Uchida
È il secondo figlio maschio nato nella sua famiglia. Poiché suo fratello maggiore fu cacciato dalla famiglia, fu nominato nuovo capofamiglia.
Caph (カフ?, Kafu)
Doppiata da: Wakana Kuramochi
È una giovane strega che fece amicizia con il Duca e Alice. È odiata sia dagli umani che dalle streghe perché è metà umana e metà strega. Tuttavia, ha vissuto una vita difficile, è consapevole di non essere intelligente e quindi lascia le decisioni al suo amico d'infanzia Zain.
Zain (ザイン?, Zain)
Doppiato da: Hiroshi Kamiya
È un mago che lavora in un circo con Caph. È noto per essere una persona perversa e piuttosto attraente per Caph.
Daleth (ダレス?, Daresu)
Doppiata da: Yōko Hikasa
È la leader del Convento delle Streghe e sorella della strega che maledisse il Duca. Come Caph e Zain, lei fece subito amicizia con Alice e il Duca, aiutandolo a spezzare in qualche modo la sua maledizione. Inoltre lei odia farsi mostrare il viso perché è stato sfregiato da sua sorella, però, quando Walter inizia a dirgli che è molto carina, lei decide di uscire con il viso scoperto innamorandosi di lui.
Gerbera (ガーベラ?, Gābera)
Doppiata da: Sayaka Ōhara
È la madre del Duca, che ha cacciato di casa dopo la sua maledizione. Infatti lo ordina e anche al maggiordomo Rob di vivere nella villa in mezzo alla foresta. È anche un'amica di Sharon Lendrott, la madre di Alice.
Sade (シャーデー?, Shādē)
È l'antagonista delle streghe e la più forte di tutte, e anche la responsabile per la maledizione del Duca, del viso sfregiato di Daleth, e della morte di Sharon. Si dice che lei sia morta tantissimi anni fa, ma le sue tracce di magia non sono definitivamente scomparse.

## Media

### Manga
Il manga, scritto e disegnato da Koharu Inoue, è stato serializzato sulla rivista digitale e applicazione Sunday Webry di Shōgakukan dal 3 ottobre 2017 al 17 maggio 2022. Il primo volume tankōbon è stato pubblicato il 12 gennaio 2018 e al 12 luglio 2022 ne sono stati pubblicati in tutto sedici.
La casa editrice RW Edizioni, tramite l'etichetta Goen, si occupa della pubblicazione dell'edizione italiana del manga a partire dal 27 maggio 2022 nella collana Nyu Collection.

#### Volumi
| Nº | Data di prima pubblicazione | Data di prima pubblicazione | Data di prima pubblicazione | Data di prima pubblicazione |
| Nº | Giapponese                  | Giapponese                  | Italiano                    | Italiano                    |
| -- | --------------------------- | --------------------------- | --------------------------- | --------------------------- |
| 1  | 12 gennaio 2018             | ISBN 978-4-09-128099-2      | 27 maggio 2022              | ISBN 978-88-9284-446-9      |
| 2  | 12 aprile 2018              | ISBN 978-4-09-128222-4      | 28 ottobre 2022             | ISBN 978-88-9284-623-4      |
| 3  | 9 agosto 2018               | ISBN 978-4-09-128480-8      | 30 giugno 2023              | ISBN 978-88-9284-450-6      |
| 4  | 12 novembre 2018            | ISBN 978-4-09-128697-0      | 14 luglio 2023              | ISBN 978-88-9284-480-3      |
| 5  | 12 febbraio 2019            | ISBN 978-4-09-128856-1      | 15 settembre 2023           | ISBN 978-88-9284-516-9      |
| 6  | 12 giugno 2019              | ISBN 978-4-09-129192-9      | 1º marzo 2024               | ISBN 978-88-9284-537-4      |
| 7  | 12 settembre 2019           | ISBN 978-4-09-129357-2      | 15 marzo 2024               | ISBN 978-88-9284-586-2      |
| 8  | 12 dicembre 2019            | ISBN 978-4-09-129427-2      | —                           | ISBN 978-88-9284-650-0      |
| 9  | 12 maggio 2020              | ISBN 978-4-09-850106-9      | —                           | ISBN 978-88-9284-699-9      |
| 10 | 12 ottobre 2020             | ISBN 978-4-09-850191-5      | —                           | —                           |
| 11 | 12 febbraio 2021            | ISBN 978-4-09-850402-2      | —                           | —                           |
| 12 | 12 maggio 2021              | ISBN 978-4-09-850547-0      | —                           | —                           |
| 13 | 12 giugno 2021              | ISBN 978-4-09-850657-6      | —                           | —                           |
| 14 | 12 novembre 2021            | ISBN 978-4-09-850805-1      | —                           | —                           |
| 15 | 10 giugno 2022              | ISBN 978-4-09-851137-2      | —                           | —                           |
| 16 | 12 luglio 2022              | ISBN 978-4-09-851218-8      | —                           | —                           |

### Anime

Logo della serie

Il 2 febbraio 2021 è stato annunciato un adattamento anime della serie prodotto da J.C.Staff e diretto da Yoshiki Yamakawa. La composizione della serie è a cura di Hideki Shirane, il character design è stato progettato da Michiru Kuwabata e la colonna sonora è stata composta da Gen Okuda and Takeshi Watanabe. La prima stagione della serie è andata in onda dal 4 luglio al 19 settembre 2021 sulle emittenti Tokyo MX, BS11 e ytv. La sigla d'apertura è Mangetsu to silhouette no yoru (lett. "Luna piena e notte silhouette") cantata da Natsuki Hanae, interpretando il Signorino Shinigami, e Ayumi Mano, interpretando Alice Lendrott, mentre la sigla di chiusura si chiama Nocturne ed è eseguita anche da Ayumi Mano. I diritti per la distribuzione al di fuori dell'Asia sono stati acquistati da Funimation; a seguito dell'acquisizione di Crunchyroll da parte di Sony, la serie è stata spostata su Crunchyroll.
Una seconda stagione è stata confermata dopo la conclusione della prima ed è stata trasmessa dal 9 luglio al 24 settembre 2023. La sigla d'apertura è Kimi to revue cantata da Natsuki Hanae e Ayumi Mano mentre quella di chiusura è Hoshikuzu Requiem cantata da Nasuo☆. I diritti per la distribuzione al di fuori dell'Asia sono stati acquistati da Crunchyroll che l'ha pubblicata in versione sottotitolata in vari Paesi del mondo, tra cui l'Italia.
Al termine della seconda stagione è stato annunciato che una terza stagione è entrata in produzione. È stata trasmessa dal 7 aprile al 23 giugno 2024. La sigla d'apertura è Cinematic Parade (シネマティックパレード?, Shinematikku Parēdo) di Nasuo, mentre quella di chiusura è Étoile Mémoire (エトワールメモワール?, Etowāru Memowāru) di Mano. I diritti per la distribuzione al di fuori dell'Asia sono stati acquistati da Crunchyroll che l'ha pubblicata in versione sottotitolata in vari Paesi del mondo, tra cui l'Italia.

#### Episodi

##### Prima stagione
| Nº | Titolo italiano (traduzione letterale) Giapponese 「Kanji」 - Rōmaji                                                       | In onda           | In onda |
| Nº | Titolo italiano (traduzione letterale) Giapponese 「Kanji」 - Rōmaji                                                       | Giapponese        |         |
| 1  | Il Duca e Alice 「坊ちゃんとアリス」 - Botchan to Arisu                                                                    | 4 luglio 2021     |         |
| 2  | Il Duca, il suo maggiordomo e un gatto smarrito 「坊ちゃんと執事と迷い猫」 - Botchan to shitsuji to mayoi neko             | 11 luglio 2021    |         |
| 3  | Il Duca e la pioggia di meteoriti durante la luna piena 「坊ちゃんと満月の流星群」 - Botchan to mangetsu no                | 18 luglio 2021    |         |
| 4  | Il Duca, Alice e i ricordi della neve 「坊ちゃんとアリスと雪の記憶」 - Botchan to Arisu to yuki no kioku                   | 25 luglio 2021    |         |
| 5  | Il Duca, un corvo e il pattinaggio sul ghiaccio 「坊ちゃんと烏とアイススケート」 - Botchan to Karasu to Aisu Sukēto        | 1º agosto 2021    |         |
| 6  | Il Duca, Alice e una notte nel mondo delle streghe 「坊ちゃんとアリスと魔界の一夜」 - Botchan to Arisu to makai no ichiya  | 8 agosto 2021     |         |
| 7  | Il giorno tranquillo del Duca e di Alice 「坊ちゃんとアリスのなんでもない一日」 - Botchan to Arisu no nandemonai ichinichi | 15 agosto 2021    |         |
| 8  | Neve bianca, abiti neri 「坊ちゃんとアリスと聖夜の誓い」 - Shiroi yuki, kuroi fuku                                         | 22 agosto 2021    |         |
| 9  | Il Duca, Alice e il voto della vigilia di Natale 「坊ちゃんとアリスと聖夜の誓い」 - Botchan to Arisu to seiya no chikai    | 29 agosto 2021    |         |
| 10 | Il Duca, Alice e una canzone per due 「坊ちゃんとアリスと二人だけの歌」 - Botchan to Arisu to futari dake no uta           | 5 settembre 2021  |         |
| 11 | Il Duca e la magia segreta 「坊ちゃんと秘密の魔法」 - Botchan to himitsu no mahō                                           | 12 settembre 2021 |         |
| 12 | Insieme al Duca... 「坊ちゃんと一緒に…」 - Botchan to issho ni...                                                          | 19 settembre 2021 |         |

##### Seconda stagione
| Nº | Titolo italiano Giapponese 「Kanji」 - Rōmaji                                                                              | In onda           | In onda |
| Nº | Titolo italiano Giapponese 「Kanji」 - Rōmaji                                                                              | Giapponese        |         |
| 1  | Il Duca, Alice e la piscina magica 「坊ちゃんとアリスと魔法のプール」 - Botchan to Arisu to mahō no Pūru                   | 9 luglio 2023     |         |
| 2  | Il Duca, il golf e la bellezza misteriosa 「坊ちゃんとゴルフと謎の美少女」 - Botchan to Gorufu to nazo no bishōjo          | 16 luglio 2023    |         |
| 3  | Il Duca, Alice e la sposa fantasma 「坊ちゃんとアリスと幽霊の花嫁」 - Botchan to Arisu to yūrei no hanayome                | 23 luglio 2023    |         |
| 4  | Il Duca, Alice e il circo per principianti 「坊ちゃんとアリスのサーカス入門」 - Botchan to Arisu no sākasu nyūmon          | 30 luglio 2023    |         |
| 5  | Caph, Zain e la confessione 「カフとザインと告白と」 - Kafu to Zain to kokuhaku to                                         | 6 agosto 2023     |         |
| 6  | Il Duca e la vita quotidiana di tutti 「坊ちゃんとみんなの毎日」 - Botchan to min'nano mainichi                            | 13 agosto 2023    |         |
| 7  | Il Duca, Alice e l'incontro nel mondo delle streghe 「坊ちゃんとアリスと魔界の出逢い」 - Botchan to Arisu to makai no deai | 20 agosto 2023    |         |
| 8  | Il Duca, Alice e il bacio alla finestra 「坊ちゃんとアリスと口づけの窓」 - Botchan to Arisu to kuchidzuke no mado          | 27 agosto 2023    |         |
| 9  | Il Duca, Alice e il secondo anniversario 「坊ちゃんとアリスの二度目の記念日」 - Botchan to Arisu no futatabime no kinenbi  | 3 settembre 2023  |         |
| 10 | Il Duca, Alice e la scopa volante 「坊ちゃんとアリスと空飛ぶほうき」 - Botchan to Arisu to soratobu hōki                   | 10 settembre 2023 |         |
| 11 | Il Duca, Alice e la scuola di magia 「坊ちゃんとアリスと魔術学校」 - Botchan to Arisu to majutsu gakkō                     | 17 settembre 2023 |         |
| 12 | Il Duca, Alice e la strega della maledizione 「坊ちゃんとアリスと呪いの魔女」 - Botchan to Arisu to noroi no majo          | 24 settembre 2023 |         |

##### Terza stagione
| Nº | Titolo italiano Giapponese 「Kanji」 - Rōmaji                                                                  | In onda        | In onda |
| Nº | Titolo italiano Giapponese 「Kanji」 - Rōmaji                                                                  | Giapponese     |         |
| 1  | Il Duca, Alice e l'incontro con la mamma 「坊ちゃんとアリスと再会の母」 - Bocchan to Arisu to saikai no haha   | 7 aprile 2024  |         |
| 2  | Il Duca, Alice e il misterioso clone 「坊ちゃんとアリスと謎の分身」 - Botchan to Arisu to nazo no bunshin      | 14 aprile 2024 |         |
| 3  | Il Duca, Alice, madre e madre 「坊ちゃんとアリスと母親と母親」 - Botchan to Arisu to hahaoya to hahaoya        | 21 aprile 2024 |         |
| 4  | Il Duca, Alice e l'amore di Sade 「坊ちゃんとアリスとシャーデーの恋」 - Botchan to Arisu to Shādē no koi       | 28 aprile 2024 |         |
| 5  | Il ballo (prima parte) 「舞踏会（前編）」 - Butōkai (zenpen)                                                   | 5 maggio 2024  |         |
| 6  | Il ballo (seconda parte) 「舞踏会（後編）」 - Butō-kai (kōhen)                                                 | 12 maggio 2024 |         |
| 7  | Raduno 「集結」 - Shūketsu                                                                                     | 19 maggio 2024 |         |
| 8  | Persuasione 「説得」 - Settoku                                                                                 | 26 maggio 2024 |         |
| 9  | Solitudine e incertezza 「孤独と惑い」 - Kodoku to madoi                                                       | 2 giugno 2024  |         |
| 10 | Il nipote di Victor, la figlia di Sharon 「ヴィクトルの孫、シャロンの娘」 - Vikutoru no mago, Sharon no musume | 9 giugno 2024  |         |
| 11 | Amici, la maledizione spezzata e poi... 「友達、解呪、そして」 - Tomodachi, kaiju, soshite                     | 16 giugno 2024 |         |
| 12 | The Duke of Death and His Maid 「死神坊ちゃんと黒メイド」 - Shinigami botchan to kuro meido                    | 23 giugno 2024 |         |